# Kaspersky Lab
Kaspersky Lab (/kæˈspɜrski/ en ruso: Лаборатория Касперского, Laboratoriya Kasperskogo)  es una compañía multinacional rusa dedicada a la seguridad informática con presencia en aproximadamente 200 países del mundo. Su sede central se encuentra en Moscú, Rusia, mientras que el holding está registrado en Reino Unido. Actualmente, en Kaspersky trabajan más de 5.000 empleados. El grupo engloba 31 oficinas ubicadas en treinta países diferentes. Sus productos y tecnologías brindan protección informática a más de 300 millones de usuarios y la compañía posee más de 250.000 clientes corporativos a escala internacional. Kaspersky proporciona productos diseñados para diferentes tipos de clientes, incluyendo soluciones adaptadas tanto a grandes empresas como a PYMES.
En junio del año 2018, bajo el mandato de la administración de Donald Trump, la instalación de los productos de Kaspersky fue prohibida en equipos de las agencias del Gobierno Federal de los Estados Unidos y, posteriormente, de la Unión Europea, luego de que la Agencia de Seguridad Nacional de Estados Unidos acusara a Kaspersky de trabajar con el servicio Federal de Seguridad de Rusia. Kaspersky se refirió a estos actos como una "ciberguerra fría innecesaria", y en respuesta abrió lo que denominó "centros de transparencia", trasladando sus servidores para el análisis de datos de Moscú, Rusia, a Suiza, España, Malasia, Brasil, y otros países.

## Presencia global de Kaspersky
La compañía se encuentra en seis regiones del mundo:
- América del Sur
- Asia-Pacífico
- Europa Occidental
- Japón
- Oriente Medio y África
- Rusia y CEI

Países donde se encuentran las oficinas locales de Kaspersky:
- Ciudad de México, México
- Dubái, EAU
- Estambul, Turquía
- Ingolstadt, Alemania
- Madrid, España
- Midrand, Sudáfrica
- Moscú, Rusia
- París, Francia
- Roma, Italia
- San Pablo, Brasil
- Singapur
- Bogotá, Colombia[5]

## Kaspersky en el mercado
Mercado global
- Cuarta posición en el mercado de la seguridad para usuarios finales (Usuarios particulares + Empresas) (IDC, 2013).[6]
- Los productos de Kaspersky con frecuencia destacan[7][8] en las pruebas independientes de AV-Test,[9] AV-Comparatives,[8] and SE Labs.[10] Estas organizaciones pertenecen a la reconocida AMTSO (Anti-Malware Testing Standards Organization),[11] adoptada por Microsoft como un estándar de la industria para la certificación independiente.[12]
- Kaspersky es el tercer vendedor más importante en el mercado de soluciones domésticas y el quinto vendedor más importante en el mercado mundial de soluciones corporativas (IDC, 2012).
- Kaspersky es líder, según el Cuadrante Mágico de Gartner, en soluciones de seguridad corporativas.[13]
- Kaspersky es una empresa “Líder” según IDC MarketScape: Western Europe Enterprise Endpoint Security 2012 Vendor Analysis.[14]
- Para Forrester Research Inc, Kaspersky es una compañía líder en el mercado de las soluciones de seguridad para empresas.[15]
- Kaspersky obtuvo los mejores resultados en los tests independientes sobre sus productos.  En 2012, los productos corporativos participaron en 73 tests y evaluaciones. En 31 ocasiones se obtuvo la primera posición y en el 87% de los casos los productos de Kaspersky consiguieron situarse entre las primeras 3 posiciones.[16]
- Kaspersky se expande activamente también en el campo de la propiedad intelectual. El portafolio de la compañía consta de más de 160 patentes en EE. UU, Rusia, UE y China.[17]
- Quadrant Knowledge distinguió los servicios de ciberseguridad empresarial de Kaspersky, nombrándola líder en SPARK Matrix 2024 por sus soluciones de seguridad gestionada, análisis forense digital y respuesta a incidentes.[18]

Mercado local
- Kaspersky es el segundo proveedor en Europa de software de seguridad en la venta al por menor y líder en el mercado de muchos países europeos.
- Kaspersky es el segundo en ventas al por menor de software de seguridad (USD) en EE. UU. y Canadá sobre la base de la venta de unidades.[19]

A mediados de la década de los 90, Eugene Kaspersky empezó a desarrollar una base de datos en línea donde recopilar, categorizar y compartir información y conocimiento con los usuarios. Se trataba de la página Securelist, un sitio web sobre la seguridad TI sin fines comerciales, en la que analistas de Kaspersky y otros 70 expertos escriben sobre amenazas informáticas. Kaspersky ha patrocinado a importantes empresas y eventos, como el equipo de Fórmula 1 de la Scuderia Ferrari, varias expediciones geográficas, además de a atletas y equipos deportivos de todo el mundo.

## Productos y servicios
Desde 2023, Kaspersky utiliza un modelo de suscripción. En la nueva línea de productos, Kaspersky Internet Security fue reemplazado por Kaspersky Plus, y Kaspersky Anti-Virus fue reemplazado por Kaspersky Standard. Kaspersky Standard ofrece protección básica que incluye antivirus, antimalware, antiransomware, navegación segura y herramientas de optimización de rendimiento. Kaspersky Plus incluye todas las funciones de Standard y añade VPN ilimitada y un gestor de contraseñas. Kaspersky Premium brinda todas las funciones de la versión Plus más servicios de protección de identidad y soporte técnico premium. El software está disponible para Mac, PC, Android, iOS y Linux.
Además de los productos de consumo de la compañía, Kaspersky ofrece una variedad de aplicaciones de seguridad diseñadas para empresas. Estas incluyen el software de seguridad para proteger estaciones de trabajo, servidores de archivos, servidores de correo electrónico, dispositivos móviles, cortafuegos y pasarelas de Internet, gestionado a través de un kit de administración centralizada.
Kaspersky también ofrece servicios de ciberseguridad como detección y respuesta gestionadas, respuesta a incidentes, evaluación de seguridad, entre otros. Además, proporciona inteligencia de amenazas a través de su portal especializado Open Threat Intelligence.

### Productos para empresas
En 1999, la empresa Kaspersky fue la primera en proponer un software antivirus para usuarios de Internet, servidores de archivos y aplicaciones de los sistemas operativos Linux/FreeBSD. Hoy en día, la compañía ofrece diferentes tipos de soluciones de seguridad muy eficaces para la mayoría de los sistemas operativos, específicamente diseñadas para diferentes áreas de negocio. La gama de productos cubre todos los requisitos de seguridad que necesitan empresas y grandes organizaciones gubernamentales: niveles excelentes de protección, capacidad de adaptación a diferentes entornos, escalabilidad, compatibilidad con diferentes plataformas, grandes prestaciones, alta tolerancia a errores, facilidad de uso y prestigio.
Una de las ventajas más importantes de las soluciones de Kaspersky es su gestión sencilla y centralizada a través de Kaspersky Security Center, que se extiende por toda la red sin importar el número y tipo de equipos utilizados.
Kaspersky Endpoint Security for Business es una plataforma que ofrece una serie de herramientas con las que las empresas pueden visualizar, monitorizar y proteger todos los dispositivos. Hay cuatro niveles de tecnologías y herramientas que garantizan la máxima protección frente a las amenazas cibernéticas. El primer nivel (Core) comprende tecnologías antimalware muy eficaces, las cuales han ganado muchos premios. Posteriormente, se encuentran los niveles Select y Advanced, que ofrecen un control más moderno de los equipos como opciones de encriptación. Finalmente, está Total Security, que garantiza la máxima seguridad para cada área de la red: Internet, correo electrónico y servidores. Kasperky Security Network ofrece protección en la nube para cada componente y las herramientas de Kaspersky Security Center ayudan a los expertos TI a gestionar cada equipo de la empresa.
Kaspersky Endpoint Security for Business ofrece también soluciones específicas que se pueden añadir a las componentes ya existentes:
- Kaspersky Security for File Servers
- Kaspersky Security for Mobile
- Kaspersky Systems Management
- Kaspersky Security for Virtualization
- Kaspersky Security for Storage
- Kaspersky Security for Collaboration
- Kaspersky Security for Mail
- Kaspersky Security for Internet Gateways

Kaspersky Security Center hace que las empresas puedan implementar un modelo de gestión escalable en su protección antivirus. Kaspersky Security Center puede trabajar en redes de cualquier dimensión, desde un pequeño grupo de equipos a una red compleja. Gestionando los sistemas de protección con Kaspersky Security Center (que es fácil de instalar y rápido de utilizar), se amortigua el coste total de las licencias de cualquier solución antivirus de Kaspersky.
Kaspersky Next XDR Expert
Kaspersky Next XDR Expert es una solución integral de ciberseguridad dirigida a las empresas que ofrece detección avanzada de amenazas, respuesta automatizada y visibilidad en tiempo real en endpoints, redes y la nube. La solución incorpora análisis avanzados para contrarrestar ataques APT, más de 200 integraciones preconfiguradas y automatización de operaciones de seguridad mediante guías de respuesta, todo gestionado a través de una plataforma abierta de gestión única. También permite su uso en entornos locales mediante infraestructuras aisladas. El marco de microservicios permite que escalar esta solución sea sencillo.
Kaspersky SIEM
La Plataforma Unificada de Monitorización y Análisis de Kaspersky recopila datos de fuentes de telemetría de Kaspersky y de terceros para correlacionar eventos de seguridad y enriquecerse con información de inteligencia sobre amenazas. SIEM ayuda a aumentar la velocidad de respuesta (MTTD, MTTR). El sistema es eficiente y fácil de escalar en organizaciones grandes, incluso en aquellas con activos de TI fragmentados y distribuidos regionalmente. Las actualizaciones recientes han introducido nuevas capacidades de IA, incluido el asistente basado en LLM Kira, que ayuda a revisar incidentes más rápidamente y a reducir la cantidad de errores.
Kaspersky Industrial Cybersecurity
Se trata de una solución XDR para redes de TO (tecnología operativa) diseñada para proteger los sistemas de automatización industrial sin afectar la continuidad de los procesos tecnológicos. Consta de dos partes interconectadas: ciberseguridad industrial para redes, que realiza análisis del tráfico de red, detección y respuesta; y ciberseguridad industrial para nodos, una solución de protección, detección y respuesta, diseñada específicamente para endpoints con sistemas Linux y Windows.
Kaspersky Container Security
Este es un sistema integral para analizar y proteger imágenes de contenedor, contenedores en ejecución y orquestadores de contenedores. Está diseñado para integrarse en el proceso de desarrollo de software (DevOps) y prevenir errores de configuración, imágenes de contenedor maliciosas y otros vectores de ciberataque vigentes.
Kaspersky SD-WAN
Esta solución de red combina fiabilidad y funciones de seguridad en una plataforma unificada. Permite a las organizaciones crear redes tolerantes a fallas con gestión centralizada desde una única consola, lo que posibilita que los administradores configuren el equipo en las instalaciones del cliente (CPE), creen reglas de filtrado de tráfico, definan políticas de seguridad e implementen funciones de red virtuales. Es adecuada para conectar ubicaciones que van desde grandes sucursales hasta oficinas en casa, manteniendo políticas de seguridad unificadas en toda la infraestructura de red.

### Productos para PYMES
Kaspersky Small Office Security está diseñado para garantizar una protección eficaz contra cualquier tipo de amenaza en la Red. Además, es fácil de instalar y se utiliza sin necesidad de ninguna herramienta especial de administración. La configuración por defecto permite proteger todos los equipos sin ningún esfuerzo, para que los empleados de la empresa solo tengan que preocuparse de sus tareas de trabajo habituales y no de la seguridad de sus equipos.
Kaspersky Next EDR Optimum
Kaspersky Next EDR Optimum es una solución de detección y respuesta en endpoints (EDR) diseñada para medianas empresas. Combina protección de endpoints, funciones antiransomware, seguridad de red y seguridad en la nube, incluida la protección para Office 365. Sus capacidades EDR para combatir amenazas cibernéticas complejas incluyen visualización de ataques, respuestas automáticas y análisis entre hosts para detectar rastros de ataques.

### Productos para usuarios domésticos
- Kaspersky Standard ofrece protección contra virus y otros tipos de malware, así como optimización (aceleración) para ordenadores. Está disponible para Windows, macOS, Android e iOS, y, desde 2025, Linux.

- Kaspersky Plus ofrece todas las funciones de la versión Standard más detección de filtración de datos de usuario y un gestor de contraseñas.

- Kaspersky Premium incluye todas las funciones de la versión Plus sumadas a un escáner de protección para hogares inteligentes, almacenamiento de datos cifrados y soporte técnico para resolver problemas del ordenador.
- Kaspersky Password Manager es un software para almacenar contraseñas. Disponible para Windows, macOS, Android e iOS.
- Kaspersky Secure Connection es un programa para proteger las conexiones a internet (VPN).

- Kaspersky Safe Kids es un producto diseñado para proteger a los niños de sitios web y aplicaciones inapropiados, controlar el tiempo de pantalla y ayudar a prevenir el ciberacoso.

#### Productos anteriores
- Kaspersky Internet Security[41]– Multi-Device protege PCs, Macs, teléfonos inteligentes y tabletas Android con una única licencia.
- Kaspersky Internet Security, el producto estrella para usuarios particulares, protege los PCs de todas las amenazas que se encuentran en Internet; además, proporciona la máxima privacidad para los datos personales y financieros mientras el usuario hace compras en línea o lleva a cabo transacciones bancarias.

- Kaspersky PURE[42] es la solución integrada para la red doméstica. Kaspersky PURE es un nuevo tipo de producto que crea un entorno digital seguro y productivo. Gracias a algunas funcionalidades especiales como Password Manager, Copia de seguridad en línea y Repositorio de seguridad, este producto ayuda al usuario a proteger sus datos y sus cuentas personales.

- Kaspersky Internet Security for Mac ofrece una protección avanzada contra las amenazas informáticas dirigidas a los equipos Apple, sin afectar sus prestaciones.

- Kaspersky Internet Security for Android es la solución ideal para proteger teléfonos inteligentes y tabletas Android; comprende todas las herramientas necesarias que garantizan la máxima seguridad para los dispositivos Android y los datos que contienen. Ayuda a contrarrestar el robo o la pérdida del dispositivo y lucha contra los virus y las amenazas en tiempo real. El usuario podrá instalar aplicaciones, navegar por Internet, hacer transacciones y compras en línea o utilizar las redes sociales con la seguridad de estar siempre protegido frente a las amenazas de la Red.

## Actualizaciones de productos
Kaspersky les da a sus usuarios actualizaciones de productos y bases de datos de antivirus y de antispam. También es posible que cualquiera en forma gratuita descargue diversas herramientas que permiten la eliminación de virus y versiones de prueba de 30 días de sus productos.

## Evaluaciones independientes y reseñas
Kaspersky participa de manera regular en evaluaciones independientes realizadas por AV-TEST (el instituto de investigación independiente sobre seguridad informática de Alemania). Entre 2013 y 2024, Kaspersky Internet Security se sometió a 73 rondas de pruebas, y en 60 de ellas obtuvo la puntuación máxima de 6 para todos los criterios de evaluación.
Kaspersky se unió a las principales series de pruebas de AV-Comparatives (Austria) en 2004. Solo en 2023, la empresa recibió 5 premios de AV-Comparatives, incluido el premio Producto del Año 2023. Por su parte, SE Labs (Reino Unido) otorga regularmente una calificación “AAA” a los productos de Kaspersky, que abarcan desde soluciones para el hogar hasta herramientas empresariales. Las metodologías de AV-TEST, AV-Comparatives y SE Labs están certificadas por AMTSO (Anti-Malware Testing Standards Organization).
Los servicios de ciberseguridad empresarial de Kaspersky fueron reconocidos por Quadrant Knowledge en SPARK Matrix 2024 por sus servicios de seguridad gestionada, análisis forense digital y respuesta a incidentes.
A continuación, algunos premios a los productos de Kaspersky para empresas:
- Kaspersky Endpoint Security for Business gana 5 estrellas y la evaluación “Best rating” por parte de SC Magazine;
- Kaspersky Endpoint Security for Business recibe regularmente el reconocimiento “ Approved Corporate Endpoint Protection” por parte de AV-TEST (octubre de 2013);
- Kaspersky Endpoint Security for Business y Kaspersky Small Office Security reciben el AAA Awards de Dennis Technology Labs (septiembre de 2013);
- Kaspersky Security for Virtualization garantiza gran protección, tiempos rápidos de respuesta y uso eficiente del disco en el Tolly Group testing (agosto de 2013);
- Kaspersky Systems Management obtiene la mejor puntuación en el Patch Management Solutions Test de AV-TEST (julio de 2013);
- Kaspersky Endpoint Security for Business obtiene el Award por parte de Virus Bulletin (abril de 2013);

La tecnología Kaspersky Dynamic Whitelist obtiene el certificado Approved Whitelisting Service por parte de AV-TEST (abril de 2013);
- Kaspersky Endpoint Security for Business gana el premio Best Protection 2012 and Best Repair 2012 de AV-TEST (enero de 2013);
- Kaspersky Security for Linux Mail Server obtiene el premio VBSpam+ Awar] por parte de Virus Bulletin (enero de 2013);
- Kaspersky Endpoint Security for Business obtiene el prestigioso premio Producxºt of the Year 2012 de la revista polaca IT Professional (diciembre de 2012);
- Kaspersky Security for Virtualization gana el premio Best Security Solution for Virtual de CompuChannel and PC World Latin America (noviembre de 2012).

Premios a los productos para usuarios particulares:
- Kaspersky Internet Security es premiado como solución de seguridad para equipos domésticos durante los tests llevados a cabo por la organización independiente AV-TEST (octubre de 2013);
- Kaspersky Internet Security bloquea el 100% de los ataques en Internet durante el Whole Product Dynamic Real-World Protection Test de AV-Comparatives (octubre de 2013);
- Kaspersky Internet Security recibe el premio AAA Awards en los tests Home Antivirus Protection, realizados por el grupo independiente Dennis Technology Labs (septiembre de 2013);
- Kaspersky Internet Security obtiene el VB100 award en el Virus Bulletin Comparative Test (agosto de 2013);
- Kaspersky Internet Security es el primero en los tests anti-phishing de AV-Comparatives (julio de 2013);
- Kaspersky Security for Mac recibe el premio Approved Security Product Award durante la reciente Mac Security Review de AV-Comparatives (julio de 2013);
- Kaspersky Internet Security recibe la puntuación máxima en el MRG Effitas’ Real World Protection Test (junio de 2013);
- Kaspersky Mobile Security gana el certificado de AV-TEST en el AV-TEST Product Review and Certification Report (mayo de 2013);
- Kaspersky Internet Security gana el premio “Excellent Program” de la revista IT checa SWmag.cz (abril de 2013);
- Kaspersky Antivirus gana el premio Advanced+ de AV-Comparatives por los tests heurísticos y de comportamiento (marzo de 2013);
- Kaspersky Internet Security obtiene la mejor puntuación en la sección Security Suites de un test comparativo organizado por la revista ComputerBild  (febrero de 2013);
- Kaspersky Mobile Security obtiene la evaluación ‘Cinco estrellas’ en un test llevado a cabo por el laboratorio chino PC Security Labs (PCSL) (agosto de 2012).

La tecnología Safe Money, que protege las transacciones financieras en línea, implementada en los productos Kaspersky Internet Security, Kaspersky PURE, Kaspersky Multi-Device Security y Kaspersky Small Office Security ha obtenido una certificación por parte de Online-Payments-Threats-2.pdf MRG Effitas, ha recibido el AV-Test Innovation Award y ha conseguido la primera posición en los tests Online Payment Threats de Matousec.com. Además, Kaspersky ha recibido la certificación de sus productos a través del OESIS OK Certification Program, que verifica si las aplicaciones funcionan correctamente con tecnologías externas como los productos NAS y SSL VPN de Cisco Systems, Juniper Networks, F5 Networks, entre otros.

## Litigación
En mayo de 2007, el distribuidor de adware Zango presentó una demanda en contra de Kaspersky, acusándola de difamación comercial por bloquear la instalación del software de Zango. En agosto de ese año, el tribunal dictaminó que la Ley de Decencia en las Comunicaciones garantizaba inmunidad a Kaspersky.
En diciembre de 2008, IPAT (Information Protection and Authentication of Texas), presentó una demanda contra Kaspersky y otras 34 compañías por la violación de una patente relacionada con una tecnología para monitorizar programas y datos. Todas excepto una de las 35 compañías involucradas en la demanda al final sucumbieron (incluso gigantes como Microsoft, Symantec, McAfee y otros). En junio de 2012, después de más de 3 años de litigios, IPAT admitió a regañadientes su derrota porque la corte estadounidense de Texas se decidió a favor de Kaspersky. Además, la corte aceptó la petición de que IPAT no pueda volver a presentar una demanda contra Kaspersky acerca de ese tipo de patente.
En mayo de 2012, Lodsys, una compañía con sede en Texas que opera como Entidad No Practicante (ENP), presentó una demanda contra 55 compañías de EE. UU. Lodsys afirmó que cada compañía estaba infringiendo una o más de las cuatro patentes que le pertenecían. Entre ellas, 51 firmaron un pacto extrajudicial, mientras las restantes fueron a juicio; desafortunadamente, 10 días antes de la sentencia final abandonaron el proceso. La única compañía que siguió defendiendo sus derechos fue Kaspersky. El 30 de septiembre de 2013, el tribunal aceptó la petición de Lodsys de retirar la demanda y el caso fue cerrado.
En agosto de 2015, exempleados de la firma de seguridad acusaron a la compañía de la utilización de malas prácticas relacionadas con la creación de falsas amenazas con el fin de perjudicar la reputación de la competencia. Aunque Kaspersky negó rotundamente las acusaciones, Microsoft, AVG y Avast! explicaron a Reuters que habían sufrido intentos de generar falsos positivos durante los últimos años.

## Global Research & Analysis Team (GReAT)
El Global Research & Analysis Team (GReAT) de Kaspersky es uno de los puntos fuertes de la empresa. Este equipo está formado por un completo equipo de los mejores investigadores del sector de la seguridad. Se ocupa de analizar las amenazas cibernéticas más avanzadas.
Nacido en 2008, el equipo GReAT consigue que Kaspersky siga siendo líder en el campo de la innovación e investigación antimalware. Los analistas de seguridad de este grupo provienen de diferentes países de todo el mundo; cada uno aporta sus conocimientos y habilidades en la investigación para diseñar mejores soluciones capaces de contrarrestar aquellos tipos de malware cada vez más complejos. Hoy en día, el equipo GReAT está compuesto por 35 expertos de Europa, Rusia, EE. UU., América Latina, Asia y Oriente Medio. Desde 2010, Costin Raiu dirige el equipo.

### Funciones
Entre sus principales funciones se incluyen desarrollar y ejecutar iniciativas para que la detección de los malware sea más precisa y eficiente así como ayudar a los usuarios con sus conocimientos.
Es por eso que es uno de los más comerciales en estos tiempos.

### Inteligencia en el campo de la seguridad
El crecimiento de las amenazas avanzadas persistentes (APT) ha cambiado por completo el panorama general de las amenazas cibernéticas y ha puesto en peligro infraestructuras importantes en el campo industrial, financiero, de las telecomunicaciones, transporte, institutos de investigación y redes gubernamentales de todo el mundo.
Las APT, por definición, son mucho más complejas que el malware común y por eso hay que utilizar un enfoque diferente.  Por este motivo, Kaspersky creó el equipo GReAT. En los últimos años, gracias a la habilidad, pasión y curiosidad de este grupo se han descubierto varias campañas de ciberespionaje como Flame, Gauss, Octubre Rojo, NetTraveler y Icefog.

### Habilidades técnicas / Soporte en el campo de la investigación
En algunas investigaciones el equipo GReAT de Kaspersky ha colaborado con organizaciones regionales, nacionales e internacionales (INTERPOL, Europol, Microsoft Digital Crimes Unit, la Unidad Nacional de crímenes informáticos de la Policía de Holanda) o con los equipos CERT (Computer Emergency Response Teams) de todo el mundo. GReAT ha ayudado en múltiples investigaciones, facilitando medidas para contrarrestar el malware y el cibercrimen.
Durante las investigaciones, los expertos de seguridad de Kaspersky ponen a disposición sus conocimientos analizando los vectores de infección, los programas maliciosos, las infraestructuras C&C y los métodos de explotación de vulnerabilidades.
Kaspersky también colabora en la investigación sobre amenazas cibernéticas junto a otras empresas como Adobe, AlienVault Labs, Dell Secureworks, Crowdstrike, OpenDNS Security Research Team, GoDaddy Network Abuse Department, Seculert, SurfNET, Kyrus Tech Inc. y Honeynet Project.

### Soporte a los proveedores de software
Otra de las tareas de GReAT es colaborar activamente con grandes empresas TI como Adobe, Google y Microsoft para coordinarse e informar sobre las vulnerabilidades descubiertas mediante la investigación o a través de casos específicos. Kaspersky ayuda a estas empresas y les proporciona información de gran importancia. Kaspersky informa sobre las vulnerabilidades de manera confidencial e indica algunas pautas de seguridad para que las empresas TI tengan tiempo de crear y administrar un parche adecuado para sus usuarios. Además, las tecnologías para la prevención de las amenazas avanzadas de Kasperksy Lab y las actualizaciones de seguridad hacen que el usuario esté siempre protegido hasta que las empresas publiquen el parche para la vulnerabilidad detectada.

### Intercambio de conocimiento
Además de trabajar regularmente con los investigadores del sector para intercambiar conocimientos sobre las amenazas emergentes, Kaspersky también patrocina la conferencia anual “Kaspersky Security Analyst Summit”, donde se reúnen los mejores expertos de la seguridad TI para colaborar y compartir sus investigaciones con organizaciones internacionales, fuerzas de la policía informática y empresas de tecnología. Entre los participantes de las pasadas ediciones estuvieron Adobe, Arbor, Barracuda, BlackBerry, Boeing, Google, HB Gary, Interpol, ISEC Partners, Lockheed Martin y Microsoft.Information about Viruses, Hackers and Spam
Kasperksy Lab se satisface de compartir sus conocimientos y sus descubrimientos con el resto de la comunidad informática. La plataforma Securelist es la librería de virus no comercial más grande que existe hoy en día, recopilada y actualizada por los analistas de Kaspersky con la colaboración de otros 70 expertos.

## Investigación sobre amenazas
Para detectar nuevas amenazas, Kaspersky ha desarrollado Kaspersky Security Network (KSN), un sistema en la nube que ayuda a los expertos a detectar el malware en tiempo real, aun cuando no hay una correspondencia exacta con la firma o el análisis heurístico. KSN reúne a millones de usuarios en todo el mundo y les ayuda a identificar el origen de la proliferación de malware en Internet y a bloquear el acceso de los programas maliciosos a los equipos.
Con previo consentimiento del usuario, se envía a Kaspersky toda la información sobre actividades sospechosas de los programas o sobre intentos de infección. Esta información pasa al sistema automatizado y en solo 40 segundos los datos están disponibles para todos los usuarios de Kaspersky. En KSN, se recopilan los datos de forma totalmente anónima. Para detectar los programas maliciosos, Kaspersky tiene también tres laboratorios de virus, uno en Moscú (Rusia), otro en Seattle (EE. UU.) y otro más en Pekín (China) donde se trabaja constantemente 24 horas al día, siete días a la semana en turnos de 8 horas.
El departamento de investigación de amenazas de Kaspersky se divide en diferentes unidades: Antimalware Research, Content Filtering Research, Hosted Streaming Technology Research y Data Loss Prevention Research. En conjunto garantizan el nivel máximo de protección: desde detección de URLs a ataques de día cero, pasando por el análisis del comportamiento y tecnologías proactivas. Los expertos detectan los archivos y escriben los algoritmos heurísticos de detección, desarrollando, después, las tecnologías antivirus para un producto. Además, investigan y crean el prototipo de nuevas tecnologías antispam y de las soluciones de seguridad que previenen la fuga de datos, procesan los mensajes de spam, etc.

## Hallazgos sobre malware
Antes del 2012, había solo dos tipos de armas cibernéticas, Duqu y Stuxnet, los primeros ejemplares de malware que afectaron a infraestructuras críticas. Aparte del aumento en el número de accidentes de seguridad a través de armas cibernéticas, en 2012 se descubrió que algunos gobiernos estaban involucrados en el desarrollo de armas cibernéticas. Todo empezó con el misterioso troyano Wiper, que destruyó las bases de datos de muchas compañías iraníes sin dejar rastro. Durante el proceso de investigación, el Global Research and Analysis Team (GReAT) de Kaspersky detectó dos sistemas complejos de ciberespionaje, Flame y Gauss, en los cuales se cree que estuvieron involucrados ciertos gobiernos. Todo indica que se trata de armas cibernéticas. Es muy importante saber que todos estos accidentes ocurrieron en Oriente Medio, una zona políticamente inestable durante ese año.
La difusión de programas maliciosos avanzados como Stuxnet, Duqu, Flame y Gauss transformó el panorama de las amenazas cibernéticas globales. A diferencia de lo que pasa con el cibercrimen tradicional (por ejemplo el malware bancario o los virus de dispositivos móviles) que se utilizan para fines económicos, estos programas maliciosos se crean para operaciones de ciberguerra para minar el poder de infraestructuras financieras, gubernamentales y de telecomunicación en todo el mundo.
A principios de 2013, el Global Research and Analysis Team de Kaspersky detectó una red internacional llamada Octubre Rojo. A partir de 2007 los hackers de esta red atacaron estructuras diplomáticas, instituciones gubernamentales, organizaciones científicas y de investigación en diferentes países. El malware operaba en todo el mundo desde hacía cinco años y transmitía información de diversa índole: desde secretos diplomáticos hasta información personal, recopilando datos también de dispositivos móviles. Explotaba una vulnerabilidad Java para infectar a los equipos. Octubre Rojo era una campaña de ciberespionaje que tenía como objetivo organizaciones de Europa del Este (ex repúblicas soviéticas) y países del Asia central, aunque en realidad afectó a usuarios de todo el mundo.
En abril de 2013, los expertos de Kaspersky detectaron Winnti, una campaña de ciberespionaje industrial, aparentemente de origen chino, a largo plazo y en gran escala. Desde 2009, el grupo Winnti atacó a compañías de la industria de videojuegos en línea. El objetivo principal del grupo era robar los certificados digitales firmados por los proveedores de software legales, además del robo de la propiedad intelectual y códigos fuente. Más de 30 empresas del sector fueron infectadas por el grupo Winnti y la mayoría eran empresas de desarrollo de software procedentes de Alemania, EE. UU., Japón, China, Rusia, Brasil, Perú y Bielorrusia.
En junio de 2013, Kaspersky detectó NetTraveler, una familia de programas maliciosos utilizados por los creadores de APT para comprometer los equipos de más de 350 usuarios muy importantes de 40 países. El grupo NetTraveler infectó a usuarios en establecimientos públicos y privados, incluso instituciones gubernamentales, embajadas, compañías petrolíferas, centros de investigación, contratistas militares y activistas. La actividad de NetTraveler remonta al año 2004 pero se intensificó sobre todo durante los años 2010-2013. Hace poco, los intereses de NetTraveler se han extendido a la exploración espacial, nanotecnologías, producción de energía, láser, energía nuclear, medicina y comunicación.
En septiembre de 2013, el Global Research and Analysis Team de Kaspersky detectó una operación de ciberespionaje llamada “Icefog”, revelando una tendencia emergente: la presencia de pequeños grupos de ciber-“mercenarios” que se pueden contratar para operaciones puntuales. Los grupos APT se concentran en Corea del Sur y Japón, atacando a la cadena de suministro de las empresas occidentales. La operación empezó en 2011 y en los últimos años se expandió hacia los siguientes sectores: militar, operaciones de construcción naviera y marítima, desarrollo de software y ordenadores, compañías de investigación, operadoras telefónicas y medios de comunicación. La organización buscaba nombres de archivos específicos, identificables rápidamente, para los servidores C&C.

### Toolset MATA
En 2020, Kaspersky publicó una investigación sobre el toolset MATA, un sofisticado framework de ciberespionaje dirigido a múltiples sistemas operativos, incluidos Windows, macOS y Linux. El malware, atribuido al Grupo Lazarus, fue utilizado para robar bases de datos, distribuir ransomware e instalar puertas traseras en sistemas infectados. Con las capacidades de MATA, los atacantes pudieron ejecutar una amplia gama de actividades maliciosas, como exfiltrar datos sensibles de redes corporativas y comprometer sistemas financieros. La campaña puso de manifiesto el creciente peligro multiplataforma que suponen los actores respaldados por el estado. En septiembre de 2022 y octubre de 2023, se descubrieron nuevas muestras de malware vinculadas al toolset MATA.

### Malware NKAbuse
En 2023, Kaspersky expuso NKAbuse, un sofisticado malware multiplataforma escrito en el lenguaje de programación Go. Este malware se valió de la tecnología de cadena de bloques para su infraestructura de comunicación peer-to-peer, y esto lo hacía resistente a los intentos de eliminación. NKAbuse funcionaba como un flooder y una puerta trasera, de modo que los atacantes podían lanzar ataques distribuidos de denegación de servicio (DDoS) y obtener acceso persistente a los sistemas infectados. La campaña ilustró el uso en evolución de la cadena de bloques en delito informático y enfatizó la necesidad de mejorar los métodos de detección.

### Ataque a la Cadena de Suministro de PyPI
En 2024, Kaspersky descubrió un ataque a la cadena de suministro que duró un año y que tenía como objetivo al índice de paquetes de Python (PyPI), un repositorio popular para desarrolladores de Python. Los atacantes subieron paquetes maliciosos que contenían JarkaStealer, un malware diseñado para exfiltrar información sensible de los sistemas infectados. Estos paquetes se veían como herramientas legítimas y atraían a las víctimas mediante tácticas de ingeniería social, incluyendo chatbots de IA (ChatGPT de OpenAI) que ofrecían asistencia. La campaña demostró la vulnerabilidad de los ecosistemas de código abierto y destacó la importancia de examinar las dependencias en el desarrollo de software.

### Triangulation
Artículo principal
En 2023, Kaspersky descubrió Triangulation (en español, Operación Triangulación), una sofisticada campaña de spyware dirigida a dispositivos móviles con iOS. El malware explotó una variedad de ataques de día cero para obtener control total de los dispositivos afectados. Triangulation se distribuyó principalmente a través de archivos adjuntos maliciosos en aplicaciones de mensajería instantánea. Una vez instalado, permitía a los atacantes acceder a comunicaciones cifradas, ubicaciones de GPS y datos sensibles. Kaspersky atribuyó la campaña a un grupo de amenaza persistente avanzada (APT). Si bien la empresa se abstuvo de nombrar a un actor específico, las pruebas sugirieron vínculos con espionaje financiado por el estado.

### CloudSorcerer/EastWind
CloudSorcerer APT y su campaña EastWind fueron identificados por Kaspersky en 2024. El malware aprovechó la infraestructura de la nube pública para exfiltrar y vigilar datos a gran escala. Los atacantes utilizaron sofisticadas campañas de phishing para infiltrarse en organizaciones tanto gubernamentales como privadas, especialmente en aquellas de investigación e infraestructura crítica. CloudSorcerer empleó técnicas de cifrado innovadoras para camuflar los flujos de datos y así dificultar su detección. Kaspersky vinculó este malware a un grupo afín al estado, pero no especificó qué país estaba detrás del ataque.

### DuneQuixote
En 2024, Kaspersky expuso DuneQuixote, una campaña de malware sigilosa que tenía por target la propiedad intelectual de sectores de tecnología y energía. El malware utilizó exploits personalizados y empleó técnicas de malware sin archivos, operando completamente en la memoria para evadir la detección de las herramientas de seguridad tradicionales. El vector de ataque de DuneQuixote incluía actualizaciones de software comprometidas y vulnerabilidades en la cadena de suministro. Kaspersky atribuyó la operación a un grupo APT bien financiado de alcance global, aunque no se conocieron detalles específicos sobre su origen. El descubrimiento puso de manifiesto la creciente complejidad de las amenazas dirigidas a activos intelectuales.

## Alerta del BSI alemán
El 15 de marzo de 2022 la Autoridad Federal de Seguridad Cibernética de Alemania (BSI) ha instado a compañías y usuarios a evitar el uso de los populares programas antivirus y de seguridad informática de la compañía Kaspersky. Según la agencia alemana, esta firma, supone “un riesgo considerable de un ataque informático exitoso”. Kaspersky lo niega y afirma: “Somos una empresa privada de ciberseguridad global y, como tal, no tenemos ningún vínculo con el Gobierno ruso ni con ningún otro”.

## EE.UU. pone a Kaspersky en su 'lista negra'
El día 25 de marzo de 2022 la Comisión Federal de Comunicaciones (FCC), el organismo que regula las comunicaciones en EE. UU., tomó la decisión de añadir a Kaspersky a la "lista negra", que desde ahora pasa a considerarse "un riesgo inaceptable para la seguridad nacional de EEUU".
En junio de 2024, Estados Unidos prohibió el software de Kaspersky a nivel nacional, lo que llevó a la empresa a abandonar el mercado estadounidense.

## Australia prohíbe Kaspersky
En febrero de 2025, Australia prohibió el uso del software de Kaspersky en sistemas gubernamentales debido a preocupaciones sobre la seguridad nacional. El Departamento de Asuntos Internos emitió una directiva que prohíbe la instalación de productos de Kaspersky en dispositivos gubernamentales, citando riesgos de interferencia extranjera, espionaje y sabotaje. Las agencias gubernamentales deben eliminar todo el software existente de Kaspersky antes del 1 de abril de 2025. Esta decisión alinea a Australia con otros miembros del pacto de inteligencia Five Eyes, incluidos Estados Unidos, Canadá y Reino Unido, que también han restringido el uso de Kaspersky. Kaspersky expresó su decepción con la decisión de Australia, afirmando que se tomó sin previa consulta.

## Kaspersky Academy
Kaspersky cada año organiza una conferencia internacional para estudiantes llamada “CyberSecurity for the Next Generation”, que reúne a jóvenes investigadores, expertos de seguridad y profesores universitarios de todo el mundo para hablar de los temas más importante de la ciberseguridad.
Los estudiantes tienen la oportunidad de presentar sus trabajos, asistir a talleres, organizar actividades en equipo y participar en conferencias y charlas protagonizadas por importantes expertos del sector. Presentando sus proyectos a los mejores expertos académicos los expertos académicos y a las empresas, estos jóvenes tienen la posibilidad de acceder a oportunidades de trabajo muy interesantes en el mundo de la seguridad TI.

## Alianzas y patrocinadores
No More Ransom
El proyecto No More Ransom, lanzado en 2016 por la policía de los Países Bajos, Europol, Kaspersky e Intel Security, ofrece herramientas gratuitas para descifrar archivos bloqueados por ransomware. Este centro de recursos en línea permite a los usuarios aprender cómo funciona el ransomware y cuáles son las medidas de protección disponibles. Desde su creación, la mayoría de las fuerzas policiales europeas se han unido al proyecto.
En 2024, Kaspersky se asoció con AFRIPOL para compartir información sobre amenazas y luchar contra la ciberdelincuencia en África.
En 2025, Kaspersky se unió a GITEX Asia como socio de ciberinmunidad.
De 2012 a 2022, Kaspersky Lab fue socio de Scuderia Ferrari. La colaboración incluyó diversos aspectos, como la presencia de la marca en los coches de carreras, la extensión de la asociación con el equipo de Fórmula 1, la venta de versiones especiales de productos de Kaspersky con marca Ferrari y la protección de los activos informáticos de Ferrari en sus fábricas.
Desde 2009, Kaspersky ha patrocinado varias expediciones femeninas al Polo Norte y al Polo Sur con el fin de promover la igualdad de género.